# Balisor
Koordinaten: 46° 19′ 13,6″ N, 4° 47′ 2,2″ O

Realisation und Funktionsprinzip des Balisors

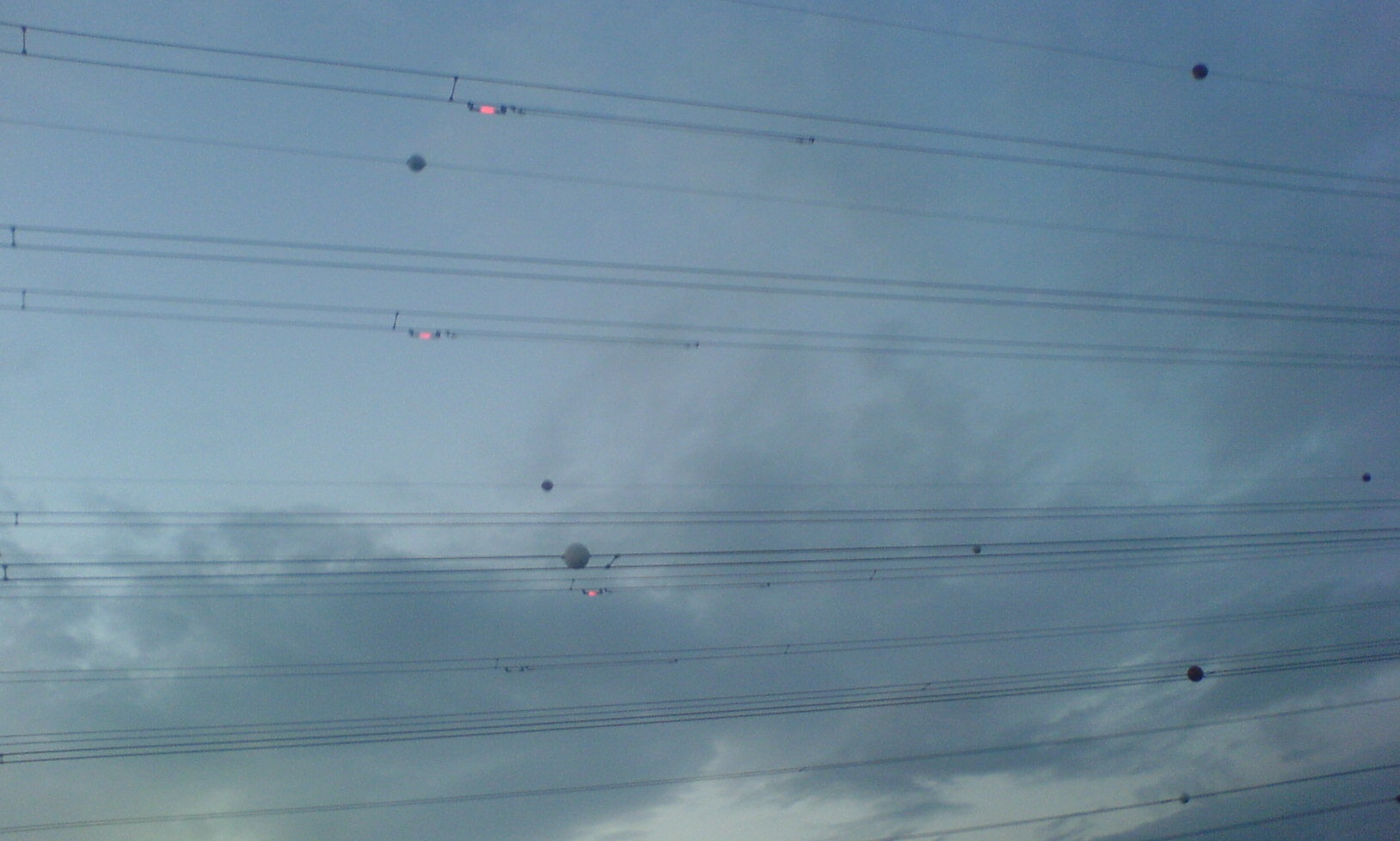
Balisor in der Praxis

Balisor ist eine Markierungsleuchte für Hochspannungsleitungen, die auch in der Flugsicherheitsbefeuerung verwendet wird und die 1989 patentiert wurde. Diese spezielle Form der Flugsicherung wird in Frankreich beispielsweise im Nordwesten von Mâcon im Burgund eingesetzt.
Sie besteht aus einer röhrenförmigen Gasentladungslampe, deren einer Pol am Wechselstrom-Hochspannungsleiterseil befestigt und mit ihm galvanisch verbunden ist. Der andere Pol der Lampe ist mit einem am Leiterseil isoliert aufgehängten Draht verbunden, in dem durch das abnehmende elektrische Potential eine vergleichsweise geringe elektrische Spannung entsteht, die die Lampe speist. Der Vorteil des Balisors ist, dass für die Lampe keine eigene Stromversorgung benötigt wird. Nachteilig ist, dass die Lampe nur bei eingeschalteter Hochspannung leuchtet und die Leitung mit Wechselspannung betrieben werden muss.
In Deutschland wird das Balisor-System nicht angewandt.